# International Freestyle Skaters Association
 (janvier 2025).
L'IFSA (International Freestyle Skaters Association : Association internationale des patineurs acrobates) fédère au niveau international les disciplines du roller acrobatique : slalom freestyle, speed slalom, saut en hauteur et hauteur pure. Ce travail international s'appuie sur des partenariats nationaux, avec en particulier les fédérations sportives nationales.
Créé en 2003, le championnat IFSA propose sa première finale à Lausanne. En 2004, il est doublé d'une coupe IFSA et se clôt à Amsterdam. En 2005, il propose une première étape en Asie et achève sa saison en France près de Bordeaux.
L'IFSA développe également ces disciplines en mettant en place une réglementation commune, déployée via des formations de juges : d'abord en France, puis à Singapour, en Chine ...
En 2007 et 2008, l'IFSA a organisé les premiers Championnats du monde de roller freestyle.